# Stella Gaďurková
Stella Gaďurková (1. července 1923 – ???) byla česká a československá politička Komunistické strany Československa a poúnorová poslankyně Národního shromáždění ČSR.

## Biografie
V roce 1946 se uvádí jako úřednice z Olomouce.
Ve volbách roku 1948 byla zvolena do Národního shromáždění za KSČ ve volebním kraji Olomouc. V parlamentu zasedala do konce funkčního období, tedy do voleb v roce 1954.